# Oligocoris
Oligocoris is een geslacht van wantsen uit de familie van de Miridae (Blindwantsen). Het geslacht werd voor het eerst wetenschappelijk beschreven door Jordan in 1944.

## Soorten
Het genus bevat de volgende soort:

- Oligocoris bidentata Jordan, 1944